# Elementarsatz
Der Ausdruck Elementarsatz wird vor allem mit Ludwig Wittgensteins Sprachphilosophie verbunden und, teils mit etwas anderer Bedeutung, auch von anderen Vertretern des logischen Empirismus bzw. Atomismus verwendet, insbesondere von Rudolf Carnap. Dabei handelt es sich um die kleinsten sprachlichen Einheiten, welche Wahrheitswerte annehmen, das heißt wahr oder falsch sein können. Ferner nennt man im Gefolge Walter Burkerts die Axiome der euklidischen Elemente der Geometrie (Στοιχεῖα) „Elementarsätze der Mathematik“.

## Bertrand Russellsatomic propositions
George Edward Moores Theorie hatte für jeden wahren Satz genau eine ihm entsprechende, ihn wahrmachende Tatsache postuliert. Im Gegensatz dazu vertritt der logische Atomismus Bertrand Russells, dass nur für atomare Sätze Wahrmacher benötigt werden, das heißt nur für Sätze, welche eine Relation aus n „Namen“ beinhalten und keine wahrheitsfunktionalen Operatoren (wie „und“, „oder“, „nicht“) und keine Quantoren (wie „alle“). Aus diesen atomaren Sätze gebildete wahrheitsfunktionale Satzgefüge werden wahrgemacht durch diejenigen Wahrmacher, welche die in sie eingehenden atomaren Sätze wahrmachen. Dies ermöglicht eine größere ontologische Sparsamkeit.

## Wittgensteins frühe Semantik im Tractatus
Wittgensteins Tractatus logico-philosophicus (kurz TLP) entwickelt, ausgehend vor allem von Ideen Gottlob Freges und Bertrand Russells, eine Bedeutungstheorie, der zufolge Sätze aus atomaren semantischen Einheiten zusammengesetzt sind. Dies knüpft an Russells Atomismus an. Für die kleinsten wahrheitswertfähigen Einheiten, also Sätze, welche einen Sachverhalt ausdrücken können, also wahr oder falsch sein können, spricht Wittgenstein von Elementarsatz. Konjunktoren dürfen wie bei Russell nicht enthalten sein. Da der Satz den Sachverhalt repräsentiert, in Wittgensteins Worten „abbildet“, hat man dies eine Abbildtheorie der Bedeutung genannt. Im Tractatus vertritt Wittgenstein:

„Eines kann der Fall sein oder nicht der Fall sein und alles übrige gleich bleiben“

Der TLP ist darauf festgelegt, dass sowohl Sachverhalte wie auch sie abbildende Elementarsätze, was ihren Sinn betrifft, voneinander unabhängig sind. Diese Unabhängigkeit garantiert, dass die Wahrheitswerte von Elementarsätzen gemäß der im TLP angegebenen Wahrheitstabellen verrechenbar sind, so dass jede syntaktisch zulässige Kombination von Elementarsätzen eine logisch mögliche Sachlage beschreibt. Diese Unabhängigkeitsforderung hält Wittgenstein später für falsch. Während Russell und Carnap durchaus Beispiele von Elementarsätzen angeben, sieht Wittgenstein eine solche Explikation als noch nicht eingelöstes Analyseziel an und betont später die Nichtvorhersehbarkeit der Struktur von Elementarsätzen.

## Elementarsätze im logischen Atomismus und logischen Empirismus
Das dem Tractatus zu entnehmende Forschungsprogramm besteht darin,

„dass wir bei der Analyse der Sätze [der Umgangssprache] auf Elementarsätze kommen müssen, die in unmittelbarer Verbindung bestehen.“

 In der Folge wurde, insbesondere vom Wiener Kreis, versucht, durch Analyse sprachlicher Ausdrucksweisen zu derartigen Elementarsätzen zu gelangen. Auf deren Fundament sollte eine verifikationistische Erkenntnistheorie gründen. Der Wiener Kreis spricht später auch von Protokollsätzen, was sich von der Bedingung logischer Atomizität löst. Eine solche Auffassung von Elementarsätzen hat auch Wittgenstein adoptiert und seiner im TLP vertretenen Auffassung entgegengesetzt. So beobachtet er, dass Sätze wie „Hier steht eine rote Rose“ oder „dieser Ort ist jetzt rot“ nur in einer erweiterten Bestimmung von „Elementarsatz“ statthaft sind, nämlich, wenn man definiert: „er enthält keine Wahrheitsfunktion und ist nicht durch einen Ausdruck definiert, der eine enthält.“ oder „daß er weder eine Wahrheitsfunktion anderer Sätze ist, noch als solche definiert ist“; aber:

„Aus ,a ist jetzt rot‘ folgt aber ,a ist jetzt nicht grün‘ und die Elementarsätze in diesem Sinn sind also nicht voneinander unabhängig, wie die Elementarsätze in meinem seinerzeit beschriebenen Kalkül, von dem ich annahm, der ganze Gebrauch der Sätze müsse sich auf ihn zurückführen lassen; — verleitet durch einen falschen Begriff  von dieser Zurückführung.“

Wittgenstein stellte sich auch den verifikationistischen Ansätzen entgegen, die teilweise mit Bezug auf seine Schriften und Ideen formuliert wurden.

## Probleme von Elementarsätzen
Die Problematik von Elementarsätzen wird im Umfeld Wittgensteins rege debattiert. Beispielhaft angeführt sei Friedrich Waismanns um 1930 in seinen Thesen notierte Verteidigung:

„Daß es Elementarsätze gibt, ist keine Hypothese. Die Forderung der Existenz von Elementarsätzen ist die Forderung, daß unsere Aussagen Sinn haben. Daß wir die Sätze unserer gewöhnlichen Sprache verstehen, bürgt also schon dafür, daß es Elementarsätze gibt. Die Elementarsätze sind das, was allen anderen Sätzen Sinn gibt. Wir können die Sätze unserer Umgangssprache verstehen, ohne zu wissen, wie die Elementarsätze aussehen. So wie wir die meisten Ausdrücke verstehen, ohne eine Kenntnis ihrer Definition zu haben, oder wie wir uns bewegen, ohne zu wissen, wie jede einzelne Bewegung zustande kommt. Man könnte fragen: Wie ist es möglich, daß wir die Sätze unserer Umgangssprache verstehen, wenn wir die Elementarsätze nicht kennen? Die Antwort lautet: Eine Regel anwenden heißt nicht: um die Regel wissen. Wir können zum Beispiel neue Zeichen einführen durch Definition und wir können die schon bekannten Zeichen durch Definition zergliedern. In diesem letzten Fall verdeutlicht uns nur die Definition den Sinn der Sätze. Diese selbst aber können wir verstehen, ohne den Wortlaut der Definition zu kennen.“

Die Kernargumentation lässt sich rekonstruieren als: Wenn wir alltagssprachliche Sätze verstehen, dann auf dem logischen Fundament von Elementarsätzen. Wir verstehen aber Sprache. Also gibt es Elementarsätze. Offensichtlich steht und fällt das Argument unter anderem damit, Alternativen zur ersten Prämisse, also plausiblere semantische Theorien anzugeben.

## Wittgensteins spätere Kritik der Bedeutungstheorie des Tractatus
Bereits in den selektiert und sortiert in den TLP eingehenden Notizen Wittgensteins finden sich Konstatierungen von Problemen für das dabei verfolgte Projekt. So notiert er sich beispielsweise am 1. Juni 1915:

„Der Elementarsatz besteht aus Namen. Da wir aber nicht die Anzahl der Namen von verschiedener Bedeutung zeigen können, so können wir auch nicht die Zusammensetzung des Elementarsatzes zeigen. Russell sagte, es gebe einfache Relationen zwischen verschiedenen Anzahlen von Dingen (individuals). Aber zwischen welchen Anzahlen? Und wie soll sich das entscheiden? — Durch die Erfahrung?“

Die logische Struktur von Elementarsätzen sieht Wittgenstein als noch völlig ungeklärt und nicht vorhersehbar an:

„Die Form der Elementarsätze läßt sich nicht vorhersehen. Es ist einfach lächerlich, wenn man glaubt, hier mit der gewöhnlichen Form der Umgangssprache, mit Subjekt-Prädikat, mit dualen Relationen und so weiter auszukommen.
Schon das eine, daß im Elementarsatz die reelle Zahl oder etwas der reellen Zahl Ähnliches auftreten kann, beweist, wie völlig verschieden der Elementarsatz von allen übrigen Sätzen sein kann. Und was da noch alles auftreten kann, das
können wir heute unmöglich voraussehen. Erst wenn wir die Phänomene logisch analysieren, wissen wir, welche Form die Elementarsätze haben. Hier ist ein Gebiet, wo es keine Hypothese gibt. Der logische Bau der Elementarsätze braucht nicht die geringste Ähnlichkeit zu haben mit dem logischen Bau der Sätze. Denken Sie einfach an die physikalischen Gleichungen: wie enorm komplex sind diese gebaut. Von dieser Komplexität werden auch die Elementarsätze sein.“

Später hält er das zunächst angestrebte Projektziel für prinzipiell unerreichbar:

„ich meinte doch, daß man später einmal die Elementarsätze würde angeben können. Erst in den letzteren Jahren habe ich mich von diesem Irrtum abgelöst.“

Von seiner Forderung einer logischen Unabhängigkeit rückt Wittgenstein ab:

„Falsch war an meiner Auffassung, daß ich glaubte, daß sich die Syntax der logischen Konstanten aufstellen lasse, ohne auf den inneren Zusammenhang der Sätze zu achten. So verhält es sich nicht. Ich kann zum Beispiel nicht sagen: An einem und demselben Punkt ist rot und blau zugleich. Hier ist das logische Produkt unvollziehbar. Die Regeln für die logischen Konstanten bilden vielmehr nur einen Teil einer umfassenden Syntax, von der ich damals noch nichts wußte.“

Wittgenstein hat derartige logische Strukturen dahingehend zu berücksichtigen versucht, dass Sätze einen Ort innerhalb eines „Satzsystems“ haben, so dass gilt,

„daß man aus dem Bestehen eines Sachverhaltes auf das Nicht-Bestehen aller übrigen schließen kann, die durch das Satzsystem beschrieben werden.“

Wittgensteins spätere Theorieansätze sind stärker von pragmatischen Elementen geprägt. Damit fällt unter anderem auch die Orientierung an Gegenständen, wie sie im TLP als „ideale“ Voraussetzungen angenommen wurden, zugunsten einer Orientierung am konkreten insbesondere sprachlichen Verhalten, auch im engen Fall logischer Kalküle:

„Es ist von der größten Bedeutung, daß wir uns zu einem Kalkül der Logik immer ein Beispiel denken, auf welches der Kalkül eine Anwendung findet, und daß wir nicht Beispiele geben und sagen, sie seien eigentlich nicht die idealen, diese aber hätten wir noch nicht. Das ist das Zeichen einer falschen Auffassung. (Russell und ich haben, in verschiedener Weise an ihr laboriert. Vergleiche was ich in der „Logisch-philosophischen Abhandlung“ über Elementarsätze und Gegenstände sage.)“

Zugleich mit Rudolf Carnap kritisiert Wittgenstein seine eigene frühere Auffassung:

„Die Idee Elementarsätze zu konstruieren (wie dies zum Beispiel Carnap versucht hat) beruht auf einer falschen Auffassung der logischen Analyse. Sie betrachtet das Problem dieser Analyse als das, eine T h e o r i e der Elementarsätze zu finden. Sie lehnt sich an das an was in der Mechanik geschieht wenn eine Anzahl von Grundgesetzen gefunden wird aus denen das ganze System hervorgeht. Meine eigene Auffassung war falsch: teils, weil ich mir über den Sinn der Worte „in einem Satz ist ein logisches Produkt versteckt“ (und ähnlicher) nicht klar war, zweitens weil auch ich dachte die logische Analyse müsse verborgene Dinge an den Tag bringen.“

## Elementarsatz im methodischen Konstruktivismus
Eine Elementaraussage ist unter den Primaussagen diejenige, die sich durch eine Prädikation einführen lässt (Kuno Lorenz). Elementarsätze sind Sätze, die üblicherweise aus einem Nominator, einer Kopula und einem Prädikator bestehen (Beispiel: Napoleon ist ein Korse.) und die nicht durch logische Zeichen verknüpft sind.
Etwa 1970 führte Paul Lorenzen Apprädikatoren ein. Statt "Fido ε Hund und Fido ε braun" wird die Elementaraussage "Fido ε ein brauner Hund" vorgesehen. Lorenzen richtet sich dagegen von einem hündischen Braun zu sprechen. "Fido" ist eine Eigenprädikation, "braun" ist eine Apprädikation. Der Datenbankexperte und Informatikpionier Hartmut Wedekind sieht in der Benutzung mehrerer Prädikatoren in einem Elementarsatz bei Lorenzen eine Parallele zu Edgar F. Codds Einführung der Relationalen Datenbanken. Dadurch würde der Logische Atomismus überwunden.
Lorenzen sieht eine Tatkopula {\displaystyle \pi } (tut) und eine Geschehenskopula κ zusätzlich zur üblichen Ist-Kopula ε vor. Der Satz: "Tilman trägt ({\displaystyle \pi } tragen) mit Eimern Wasser ins Haus." gilt also als Elementarsatz.
Diese Lorenzensche Revision des Vorgehens der Logischen Propädeutik ist in dem Methodischen Konstruktivismus umstritten. Sie kann als Abkehr vom sprachphilosophischen Ansatz in der Spätphilosophie Wittgensteins gedeutet werden.